# Glen Van Brummelen

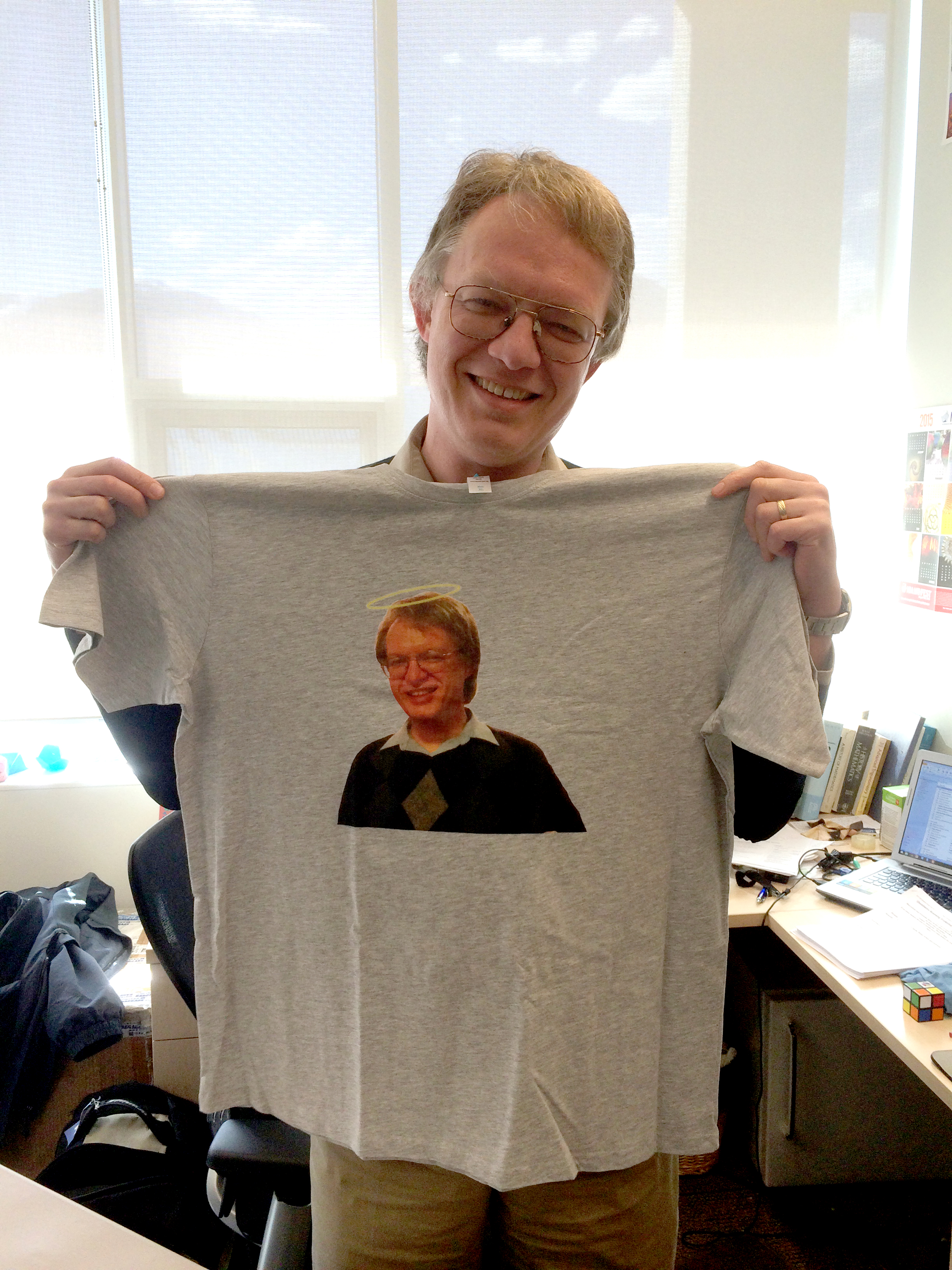
Glen Van Brummelen (2016)

Glen Robert Van Brummelen (* 1965) ist ein kanadischer Mathematikhistoriker. Er befasst sich mit der Geschichte der Trigonometrie in der Antike und im mittelalterlichen Islam im Zusammenhang mit Astronomie.
Van Brummelen erhielt 1986 einen Bachelor von der University of Alberta und 1988 einen Master von der Simon Fraser University, wo er 1993 bei Lennart Berggren promoviert wurde (Titel der Dissertation: Mathematical Tables in Ptolemy’s Almagest). Er war von 1999 bis 2006 Mathematikprofessor am Bennington College in Vermont und danach Professor an der damals neu gegründeten privaten Quest University Canada. Seit 2020 ist er Dekan der Fakultät für Naturwissenschaften und angewandte Wissenschaften der Trinity Western University.
Er war Senior Fellow am Dibner Institute for History of Science am Massachusetts Institute of Technology (MIT).
Er war von 2012 bis 2014 Präsident der Canadian Society for the History and Philosophy of Mathematics.

## Veröffentlichungen (Auswahl)
- mit Michael Kinyon (Hrsg.): Mathematics and the Historian’s Craft: The Kenneth O. May Lectures. Springer Verlag, 2005, ISBN 978-0-387-28272-5.
- The Mathematics of the Heavens and the Earth: The Early History of Trigonometry. Princeton University Press, 2009, ISBN 978-0-691-12973-0.
- Heavenly Mathematics: The Forgotten Art of Spherical Trigonometry. Princeton University Press, 2017, ISBN 978-0-691-17599-7.
- Trigonometry: A Very Short Introduction. Oxford University Press, 2020, ISBN 978-0-19-881431-3.
- The Doctrine of Triangles: A History of Modern Trigonometry. Princeton University Press, 2021, ISBN 978-0-691-17941-4.